# Chorus
O chorus é um efeito utilizado em instrumentos musicais com a finalidade de produzir a sensação de aumento na quantidade de fontes sonoras, frequentemente chamado de dobra.

## Como é feito
É basicamente composto pela mescla ou mixagem do som original com este mesmo, porém com leve oscilação na afinação e atrasado em até 20 ms. Caso o tempo seja maior, começa-se a ter a sensação de eco ao invés de aumento na quantidade de fontes sonoras.

## Utilização
Este efeito é muito utilizado para dar a sensação estéreo a sons originalmente mono. Guitarristas de várias épocas se utilizaram deste efeito. Criado a partir de um experimento do guitarrista Les Paul, que criava uma defasagem em estúdio, atrasando um de dois discos iguais em uma gravação (phaser).